# José Domingo
José Domingo Domínguez Used, que firma simplemente con su nombre de pila, José Domingo, es un historietista español, nacido en Zaragoza en 1982, aunque radicado durante años en Galicia.

## Biografía
Durante su infancia, José Domingo leyó cómics como Mortadelo y Filemón y Spider-Man. A los 8 años se mudó con su familia a Ferrol, donde se vio inmerso en la fiebre de Dragon Ball.
Mientras estudiaba en la Universidad de Salamanca, conoció también el cómic franco-belga.
Tras terminar la carrera, se fue a vivir a La Coruña donde trabó contactó con el nuevo cómic gallego, formando parte del colectivo Polaqia. De esta forma, y mientras trabajaba como dibujante en Dygra, coordinó la revista Barsowia, en la que veía la luz su serie Euclides Mortem, y Dolmen Editorial publicó su primera obra larga, Cuimhne, que había ido realizado con Kike Benlloch.
A finales de 2011, publicó su siguiente obra larga, Aventuras de un oficinista japonés, por la que recibió el premio a la mejor de autor español en el Salón del Cómic de Barcelona del siguiente año.
Astiberri Ediciones le editó en 2013 Conspiraciones.